# 虞山 (桂林)
虞山又名舜山，位于广西桂林市北部叠彩区虞山公园内，漓江西岸。相传舜帝曾经南巡游于此，因此虞山得名。
虞山是虞山公园内的一个景区，虞山西麓有韶音洞、虞山南山腰有南薰亭、虞山南麓有舜庙遗址，在虞山以东约400米有虞山大桥。
虞山是桂林开发比较早的名山之一，在虞山和虞山西麓的韶音洞内现存摩崖石刻达65件。由于相传舜帝巡游于此，海妃殉之，摩崖石刻的内容大都是歌颂舜帝，其中也不乏赞美风景、修建亭阁保护文物等方面。65件石刻中，最早的是唐建中元年（780年）的《舜庙碑》，从碑上看是由韩云卿撰文，韩秀实隶书，李阳冰篆额的，此碑也是桂林最有价值的碑刻之一。在石刻中，有一座碑称为“四夫子碑”的《静江府新作虞帝庙碑》是在宋淳熙三年（1176年）由朱熹撰文、吕胜己隶书、方士繇篆额。碑刻中还有元至正年间劉傑撰的《帝舜庙碑》、清朝沈秉成撰的《重修虞帝庙记》等，它们记载了在虞山旁修建的虞帝庙在当时兴衰过程和教化作用。与上记载的内容不同，具有较高的历史、文学、艺术价值的有宋代方信孺的《古相思曲》,明代周进隆、谢少南,以及清代郝浴、查礼、张联桂、谢启昆、李秉绶的诗文绘画等。